# Edmund Wilson
Edmund Wilson, född 8 maj 1895 i Red Bank, New Jersey, USA, död 12 juni 1972 i Talcottville, New York, var en amerikansk litteraturkritiker och författare.

## Biografi
Wilson var son till Helen Mather (född Kimball) och Edmund Wilson, Sr., en advokat som tjänstgjorde som New Jerseys justitiekansler. Wilson gick på Hill School, ett college i Pottstown, Pennsylvania, där han tog examen 1912. Från 1912 till 1916 studerade han vid Princeton University. 
Wilson började sin professionella skrivande karriär som reporter för New York Sun, och tjänstgjorde i armén vid Base Hospital 36 i Detroit, Michigan, och senare som översättare under första världskriget.
Wilson var redaktionschef för Vanity Fair 1920–1921 och arbetade senare som biträdande redaktör för The New Republic och som bokanmälare för The New Yorker och The New York Review of Books. Hans egna verk påverkade författare som Upton Sinclair, John Dos Passos, Sinclair Lewis, Floyd Dell och Theodore Dreiser. Han deltog också i Deweykommissionen, som hade uppdraget att rättvist utvärdera de anklagelser som ledde till exil för Leo Trotskij. Han skrev pjäser, dikter och romaner, men hans största inflytande kom genom hans litteraturkritik.
I sin bok To the Finland Station (1940) studerade Wilson vägen för europeisk socialism, från att Jules Michelet 1824 upptäckte Vicos idéer till att den kulminerade 1917 med ankomsten av Vladimir Lenin till Finlandsstationen i Sankt Petersburg för att leda bolsjevikerna i ryska revolutionen.
Wilson är också känd för sin tunga kritik av J.R.R. Tolkiens arbete Sagan om Ringen, som han kallade ”ungdomstrams” och hävdade att Dr Tolkien har liten berättarskicklighet och ingen känsla för litterär form. Som litteraturkritiker både retade och roade han i decennier litteraturvänner världen över med sina personliga och lärda arbeten, som Axel’s Castle (1931) om symbolismen och Memoirs of Hecate County (1946), en klassisk sexuell memoarbok.
Wilson var också en frispråkig kritiker av USA:s kalla kriget-politik. Han vägrade att betala federal inkomstskatt 1946–1955 och utreddes av Internal Revenue Service (IRS). Efter en uppgörelse slapp han dock undan med att betala 25 000 dollar i böter – mindre än de ursprungliga 69 000 dollar som IRS begärt.